# Château de Saint-Aubin-d'Écrosville
Le château de Saint-Aubin-d'Écrosville est une demeure datant du XVIIe siècle, qui se dresse sur le territoire de la commune française de Saint-Aubin-d'Écrosville dans le département de l'Eure, en région Normandie.
Le château est partiellement protégé au titre des monuments historiques.

## Localisation
Le château est situé sur la commune de Saint-Aubin-d'Écrosville, dans le département français de l'Eure.

## Historique
Le château et son domaine datent de 1640 ; ils ont été aménagés pour l'une des grandes familles normandes, les Leroux. Vendu en 1688 à Geneviève Pavyot de Villette, le domaine appartient toujours aux descendants de cette dernière. Vers 1860 (famille Tirebarbe d'Aubermesnil), des transformations importantes ont été réalisées dans la cour d'honneur et de grandes écuries construites par l'architecte Hippolyte Destailleur et le parc transformé. Une partie des grilles provient de la fonderie d'art du Val d'Osne.
Le 4 octobre 1876 y décède l'auteur Henri de La Haye-Jousselin,.
En juin 1940, le général Gaston Duffour y installe son quartier général.
Depuis 1950, les propriétaires reconstituent le parc tel qu'il était au début du XVIIIe siècle, et créent des jardins pour y présenter des sculptures provenant de Hyères. En 1998, il était la possession de M. de La Haye-Jousselin.

## Description
Le château de style Louis XIII, élevé par Louis Le Roux d'Infreville, intendant général de la Marine, se compose d'un grand corps de logis, de brique et pierre, et d'ailes plus basses le prolongeant. Il conserve intérieurement des éléments de décor des XVIIe et XIXe siècles.
La cour d'honneur entourée de murs a été ouverte vers 1860 par l'architecte Destailleur.

## Protection
Au titre des monuments historiques :
- les intérieurs du château sont inscrits par arrêté du 14 décembre 2001 ;
- le domaine : château, parc et jardins, avenues avec l'ensemble des éléments bâtis, à l'exclusion des intérieurs du château et des statues sont classés par arrêté du 20 octobre 2004, modifié par arrêté du 7 septembre 2005.

L'inscription par arrêté du 24 avril 1953 (façades et toitures du château ; sol de la cour d'honneur ; grande allée d'accès avec les arbres qui la bordent sur une profondeur de 50 mètres de chaque côté ; parc du château) a été annulée.